# 桂三弥
桂 三弥（かつら さんや、1971年（昭和46年）9月28日 - 2019年（令和元年）6月4日 ）は、三重県名張市出身の落語家（上方噺家）。本名∶三成 忠司。吉本興業に所属していた。上方落語協会会員。名張市初代観光大使。師匠は6代桂文枝。出囃子は「お若いの」。

## 来歴・人物
名張市立北中学校在学中は野球部に所属した。同級生には平井堅、伊藤たかみがいたが在学時および現在、両人共に面識がない模様。
三重県立名張桔梗丘高等学校に進学する。在学中は陸上部に所属。部長に就任したが、当時おとなしい生徒で、部員達からは部長就任は意外に思われた。本人曰く「先輩に取り入るのが上手かったから」。駅伝の出場歴がある。
神戸学院大学法学部に進み、卒業。大学時代は落語研究会の部長を務める。
1997年（平成9年）、6代桂文枝（当時は桂三枝）に入門。11番目の弟子になる。芸名は師匠からの一字「三」に、八画の字は縁起が良いと易者に見てもらった師匠が当時弟子につけていた八画の漢字の「弥」。これは入門当時、先輩にあたる桂吉弥が「ABCお笑い新人グランプリ」審査員特別賞を受賞し有望な若手噺家として脚光を浴び、その「弥」の字が八画だったことからABCお笑い新人グランプリの司会をした師匠が期待を込めて彼に与えたもの。
NHKのドラマ「ちりとてちん」を題材にした落語を故郷で披露したり、独演会を催すなどの活動をしている。また2008年（平成20年）には舞台演劇にも出演した。2013年（平成25年）6月末に自身2度目の舞台演劇に出演
故郷名張のケーブルテレビ・アドバンスコープの番組内で数々の体当たり企画に挑戦。青山高原つつじクォーターマラソン大会の出場、伊賀市名張市に点在する寺を徒歩と自転車で巡った「伊賀四国八十八箇所巡り」や、名張市赤目町で切り出したヒノキを約20束の松明に仕上げ、お水取りに使用されるために奈良・東大寺まで運ぶ行事の「松明調進」の全行程を踏破するなどがある。
2011年（平成23年）2月から故郷のコミュニティFM・FMなばりでパーソナリティを務めていたが、2013年（平成25年）10月末に卒業。
2012年（平成24年）4月4日、名張市役所に於いて亀井利克市長（当時）から委嘱状が手渡され、名張市初代観光大使に就任した（任期は2015年（平成27年）3月31日まで）。
2019年（令和元年）6月4日、死去。死去当初は病死と発表されていたが、後に自殺であることが実兄から明かされた。
文枝は三弥死去から5ヶ月後に桂三金にも先立たれ、短期間に2人の弟子を失った。
2022年（令和4年）9月28日、三弥の実兄が「弟が生きた証をずっと残したい」との思いから、芸名を冠した「桂三弥株式会社」を名張市で立ち上げた。不動産業務などと同時に落語会の開催を行い、2023年（令和5年）7月22日に名張市adsホールで「六代文枝一門会～三弥追善公演～」が一門総出演で開催された。
2025年（令和7年）7月26日、天満天神繁昌亭夜席で「三金・三弥七回忌追善一門会」が、六代文枝一門の出演により開催された。

## 趣味・特技
野球オタクを自称し、愛読書の中に週刊ベースボールが入っているほど。担当番組内でもその一端を垣間見ることが出来る。笑福亭仁福監督率いる草野球チーム「モッチャリーズ」に所属。
無類の酒好きで、酒に纏わるエピソードを弟弟子から紹介されたことがあり、兄弟子も自身と酒とのエピソードと交えながら話した。
麻雀を嗜む。上方落語麻雀倶楽部には発足時から参加している。

## 持ちネタ

### 古典
- 「阿弥陀池」[注 12]
- 「按七」[注 13]
- 「いらち俥」[注 14]
- 「いらちの愛宕詣り」[注 15]
- 「色事根問」[注 16]
- 「祝いの壺」[注 17]
- 「植木屋娘」
- 「牛ほめ」[注 18]
- 「鰻の幇間」
- 「延陽伯」[注 19]
- 「おごろもち盗人」[注 20]
- 「親子酒」[注 21]
- 「火焔太鼓」
- 「掛け取り」[注 22]
- 「釜猫」
- 「替わり目」[注 23]
- 「看板のピン」
- 「肝つぶし」
- 「京の茶漬け」[注 24]
- 「黄金の大黒」[注 25]
- 「骨釣り」[注 26]
- 「米揚げ笊」[注 27]
- 「子は鎹」
- 「酒の粕」[注 28]
- 「佐々木裁き」[注 29]
- 「真田小僧」
- 「皿屋敷」
- 「鹿政談」[注 30]
- 「持参金」[注 31]
- 「始末の極意」[注 32]
- 「宗論」
- 「崇徳院」[注 33]
- 「正月丁稚」[注 34]
- 「上燗屋」[注 35]
- 「商売根問」[注 36]
- 「住吉駕籠」[注 37]
- 「平林」[注 38]
- 「竹の水仙」
- 「試し斬り」[注 39]
- 「茶漬間男」[注 40]
- 「町内の若衆」[注 41]
- 「ちりとてちん」[注 42]
- 「壺算」
- 「つる」[注 43]
- 「田楽喰い」[注 44]
- 「天狗さし」[注 45]
- 「天狗裁き」[注 46]
- 「天災」
- 「転失気」
- 「転宅」[注 47]
- 「胴切り」[注 48]
- 「動物園」[注 49]
- 「時うどん」[注 50]
- 「隣の桜」[注 51]
- 「猫の茶碗」[注 52]
- 「抜け雀」[注 53]
- 「鼠」
- 「寝床」
- 「軒付け」
- 「化け物使い」
- 「初天神」[注 54]
- 「花筏」[注 55]
- 「貧乏花見」[注 56]
- 「河豚鍋」
- 「普請ほめ」[注 18]
- 「へっつい盗人」[注 57]
- 「松山鏡」
- 「まんじゅうこわい」
- 「桃太郎」
- 「厄払い」[注 58]
- 「宿替え」[注 59]
- 「矢橋船」
- 「悋気の独楽」[注 60]
- 「ろくろ首」
- 「禍は下」[注 61]

### 新作（創作）
- 「青い瞳をした会長さん」作：桂三枝[注 62]、脚色：逢坂まひょ 1995年（平成7年）
- 「青空散髪」
- 「雨乞い源兵衛」作：小佐田定雄
- 「アメリカ人が家にやって来た」原案：桂三枝、脚色：小佐田定雄 1988年（昭和63年）
- 「医ー家族」作：桂三枝 1983年（昭和58年）
- 「イキイキため息」作：桂三枝 1983年（昭和58年）
- 「生まれ変わり」[注 63]作：桂三枝 2003年（平成15年）
- 「英才教育」作：桂三枝
- 「おーいキャディさ〜ん」[注 64]作：桂三枝 2000年（平成12年）
- 「お祭り　代官行列」作：桂三枝 1999年（平成11年）
- 「お忘れ物承り所」作：桂三枝 1983年（昭和58年）
- 「悲しみよありがとう」作：桂三枝 1993年（平成5年）
- 「神様の御臨終」原作：逢坂まひょ、脚色：桂三枝 1995年（平成7年）
- 「考える豚」作：桂三枝 2000年（平成12年）
- 「君よモーツァルトを聴け」作：桂三枝 1985年（昭和60年）
- 「救急結婚相談所」作：桂三枝 1984年（昭和59年）
- 「くもんもん式学習塾」[注 65]作：桂三枝 1987年（昭和62年）
- 「結婚のススメ」作：桂三枝 1984年（昭和59年）[注 66]
- 「結婚の申し込み」作：桂三枝 2003年（平成15年）
- 「行員ヤンママの如し」作：桂三枝 1994年（平成6年）
- 「工場の月」[注 67]作：桂三枝 2002年（平成14年）
- 「国技・インターナショナル大相撲」作：桂三枝 2002年（平成14年）
- 「作文」作：桂三枝 1982年（昭和57年）
- 「失業リストラン」作：桂三枝 1999年（平成11年）
- 「失恋ロードショウ」作：桂三枝 1975年（昭和50年）
- 「自白」作：桂三枝 1985年（昭和60年）
- 「宿題」作：桂三枝 2003年（平成15年）
- 「主夫の友」作：桂三枝 2001年（平成13年）
- 「蒸発」作：桂三枝 1982年（昭和57年）
- 「除夜の雪」作：永滝五郎
- 「深夜タクシー」作：桂三枝 1972年（昭和47年）
- 「STUDYしまっせ大阪弁」[注 68]作：桂三枝 1993年（平成5年）
- 「ぜんざい公社」
- 「鯛」作：桂三枝 1990年（平成2年）
- 「代参－供養供養しましょう」作：桂三枝 1986年（昭和61年）
- 「父よあなたは辛かった」作：桂三枝 1984年（昭和59年）
- 「妻の旅行」[注 69]作：桂三枝 2003年（平成15年）
- 「藤堂高吉ばなし」作：桂三弥
- 「読書の時間」作：桂三枝 2004年（平成16年）
- 「何考えとんねん」作：桂三枝 1982年（昭和57年）
- 「生中継・源平」[注 70]作：桂三枝 1980年（昭和55年）
- 「にぎやか寿司」作：桂三枝 1978年（昭和53年）
- 「日本一のコシヒカリ」[注 71]作：桂三枝 2001年（平成13年）
- 「にわか易者」[注 72]作：桂三枝 2003年（平成15年）
- 「HOW TO プレイボーイ」作：桂三枝 1982年（昭和57年）
- 「初恋」[注 73]作：桂三枝 2001年（平成13年）
- 「花見でいっぱい」作：桂三枝 2001年（平成13年）
- 「花嫁御寮」作：桂三枝 1994年（平成6年）
- 「必要は発明のおばちゃん」作：桂三枝 2002年（平成14年）
- 「ブルーな日々」[注 74]作：桂三枝 1979年（昭和54年）
- 「僕たちヒローキッズ」作：桂三枝 1990年（平成2年）
- 「蛍」作：桂三枝 1991年（平成3年）
- 「またも華々しき華燭の典」作：桂三枝 1981年（昭和56年）
- 「待合せ」作：桂三枝 1976年（昭和51年）
- 「まめだ」（豆狸）[注 75]作：三田純市 1966年（昭和41年）
- 「桃太郎で眠れなかった子供のために」[注 76]作：桂三枝 1994年（平成6年）
- 「立候補」[注 77]作：桂三枝、脚色：逢坂まひょ 1995年（平成7年）
- 「良心」作：桂三枝 2002年（平成14年）
- 「私がパパよ」[注 78]作：桂三枝 2002年（平成14年）
- 「ワニ」[注 79]作：桂三枝 1986年（昭和61年）

## 参加していた落語会
- 「早朝モッチャリーズ寄席」（高津の富亭、天満天神繁昌亭）
- 「若手鍛錬落語会」（天満天神繁昌亭）
- 「十三＠ほーむ寄席」（神津神社参集殿）
- 「上方落語麻雀倶楽部落語会」（天満天神繁昌亭）
- 「らくごのたまりば」（カタリーナホール玉造）

## 出演番組
- 「アドバンステーション」（MC、アドバンスコープ）
- 「新春特別番組」（出演者、アドバンスコープ）
- 「名張桜まつり特別番組」（MC、アドバンスコープ）
- 「大忘年会SP」（ナビゲーター、FMなばり）
- 「カウントダウン＆明けましておめでとう〜真夜中だけど頑張ってまぁ〜」（ナビゲーター、FMなばり）
- 「桂三弥で初笑い」（ナビゲーター、FMなばり）
- 「三弥とホホ骨の初笑い」（ナビゲーター、FMなばり）
- 「三弥と容子の黄金休暇」（ナビゲーター、FMなばり）
- 「三弥の寄席にいらっしゃい」（ナビゲーター、FMなばり）
- 「2012新春特別生番組　第1部笑い初め！三弥Presents 爆笑ステージ」（MC、アドバンスコープ）
- 「たつ年さんいらっしゃ〰い☆」（ナビゲーター、FMなばり）
- 「You Gotta Music」（火曜ナビゲーター、FMなばり）
- 「DAILY アドバンスコープ」（火曜MC、アドバンスコープ）
- 「名張川納涼花火大会 2012特番」（MC、アドバンスコープ）
- 「お出かけ！公開放送」（ナビゲーター、FMなばり）
- 「桂三弥と愉快な仲間のメッチャあそびより」（MC、アドバンスコープ、2012年6月1日 - 2013年9月30日）
- 「桂三弥の出前寄席」（ナビゲーター、FMなばり、2012年4月6日 - 2013年10月29日）
- 「お正月特番　ほっと。すて〜しょ〜ん 83.5」[注 80]（ナビゲーター、FMなばり、2014年1月1日）
- 「観光大使さんいらっしゃ〜い」[注 81]（ナビゲーター、FMなばり、2014年12月29日 - 2015年1月4日）
- 「ちゃんねるADS新春特番」[注 82]（出演者、2015年1月1日 - 1月4日）

## その他
- 「第8回ふれあいフェスタin青山」（MC、2012年（平成24年）10月27日）
- 「ケーブルテレビフェスタ」（MC、2012年12月15日）
- 「三重の魅力・名張元気フェア」（MC、2013年11月30日）